# Rapso
Le rapso est un genre musical ayant émergé dans les années 1970 à Trinité-et-Tobago.

## Histoire
Le terme rapso n'est pas un mot valise composé de « rap » et de « soca » ou de « rap » et de « calypso », mais est une simplification du mot (anglais) rhapsody (en français : rhapsodie). Le rapso est né dans le contexte du mouvement Black Power, très présent à Trinité dans les années 1970 et accompagné de nombreuses émeutes. Les Afro-Trinidadiens représentent environ 40 % de la population du pays et, parallèlement au mouvement Black Power, un retour aux traditions africaines s'est opéré parmi les créateurs trinidadiens dans les années 1970. Les artistes de rapso se considéraient dans la tradition des griots d'Afrique de l'Ouest et comme des artistes de spoken word. Le chant parlé rythmé du rapso s'inscrit dans la tradition des discours du personnage de carnaval Midnight Robber. Plusieurs personnes entrent en ligne de compte comme « inventeurs » du rapso ; un artiste souvent cité dans ce contexte est Lancelot Layne, qui a publié en 1970 le single Blow Way, le premier support sonore attribué au genre. Au milieu des années 1970, la chanteuse Cheryl Byron fait connaître ce style musical encore nouveau à un plus large public en se produisant dans la tente calypso de Lord Shorty (qui est lui-même considéré comme le compositeur de la première chanson de soca publiée) pendant la période du carnaval. Le terme « rapso » lui-même n'est inventé que dans les années 1980 par le musicien Brother Resistance.

## Caractéristiques
Le rapso combine les genres musicaux soca et calypso nés à Trinité avec le parlé rythmé du rap et des éléments du dub jamaïcain.